# Honey Bomb Records
Honey Bomb Records é um selo fonográfico fundado em 2013, na cidade de Caxias do Sul, no Rio Grande do Sul. É responsável pela produção e lançamento de materiais multimídia de uma rede artistas independentes do Brasil e do mundo. Também promove eventos multiculturais e intercâmbios culturais entre artistas.[1] O selo foi fundado pelo músico e produtor cultural Jonas Bender Bustince.

## História

### A fundação e os primeiros lançamentos (2013)
A Honey Bomb foi fundada a partir da ideia de Rafael Ritter, baixista da banda Slow Bricker, na qual Jonas era baterista. O selo foi criado inicialmente como uma netlabel que atuaria na divulgação do trabalho da banda. Rafael também propôs que o projeto se chamasse Honey Bomb, pois segundo ele o nome soava delicado e agressivo ao mesmo tempo.
A partir da idealização do colega, Jonas passou a pesquisar mais sobre selos musicais, e com isso criou um e-mail para enviar à mídia especializada um release sobre novo single da banda, The Heaviest Sky, esse considerado o primeiro lançamento da Honey Bomb.
Ainda em 2013, a Honey Bomb foi integrada por Leonardo Lucena e Eduardo Panozzo, ambos músicos da recém fundada Catavento e também artistas gráficos atuantes pela Noia Coletiva, que já pretendiam estender suas produções para o meio musical.
Com a chegada dos novos membros, a Honey Bomb passou a dedicar-se também à produção de conteúdo da Catavento, e, ainda em 2013, lançou um split entre as Slow Bricker e a Catavento, o Slowvento Catabricker, disponibilizado exclusivamente em fita K7.

### Lançamentos nacionais e os primeiros eventos (2014)
Já em 2014, a Honey Bomb produziu e lançou o disco de estreia da Catavento, o Lost Youth Against the Rush, que foi responsável por levar a banda a ser reconhecida como uma das maiores revelações no cenário musical da época.
Esse período também foi marcado pelos primeiros lançamentos de projetos musicais de grupos que não tinham vínculo direto com os integrantes do selo, como o EP de estreia do grupo caxiense Space Dones e também o relançamento do primeiro EP do grupo capixaba My Magical Glowing Lens.
Ainda em 2014, o selo desenvolveu o projeto audiovisual Honey Bomb Sessions, que registrou apresentações em estúdio de bandas locais, e também passou promover intercâmbios culturais entre artistas de outras regiões do país e do mundo, levando-os a participar de eventos musicais em Caxias do Sul.

### Primeira turnê nacional e lançamento internacional (2015)
Em 2015 a Honey Bomb deu os seus primeiros passos fora de sua cidade natal, passando a frequentar encontros nacionais de selos fonográficos, onde pode conhecer coletivos de outras regiões do país, assim estabelecendo uma rede de contatos e intercâmbios visando novas oportunidades para os seus artistas. Logo o selo firmou uma parceria com a revista online Monkeybuzz, que resultou na primeira turnê conjunta de artistas da Honey Bomb no estado de São Paulo.
Em 2015 o selo lançou quatro novos projetos musicais, sendo um deles o seu primeiro lançamento internacional, o disco de estreia da banda estadunidense Winter. Os outros foram o álbum 1943 da banda paulista Bike, e os das bandas caxienses Descartes e Mindgarden.

### Reconhecimento no mercado musical (2016)
Em 2016, mediante ao seu crescimento exponencial e precoce, o selo, que já movimentava uma rede com oito artistas, nacionais e internacionais, passou a se tornar pauta em feiras criativas de sua região, assim como levou seu fundador, Jonas, a ser convidado a participar de grandes debates nacionais referentes às novas tendências do mercado da música no Rio Grande do Sul, ao lado de representantes de outras importantes frentes culturais ligadas a este mercado no estado, como a Marquise 51 e o Morrostock.
Neste ano o selo integrou a programação especial do Festival Bananada, tendo assim levado algumas das suas bandas para fazerem shows em Goiás, no evento que foi chamado de Showcase Honey Bomb.
Ao decorrer desse ano a Honey Bomb lançou os discos das bandas caxienses Catavento e Cuscubayo, os EPs de estreia dos grupos Marrakesh e Supervão, além de relançar o disco da banda norte americana Blank Tapes, Ojos Rojos, que chegou ao Brasil com uma faixa bônus.

### Festival Enxame e a coletânea Sons que vêm da Serra (2017-2019)
Ainda no primeiro semestre de 2017 o selo foi apontado pelo site Tenho mais Discos que Amigos como uma das 21 indicações de selos musicais independentes para serem conhecidos pelo público.
Neste ano, ao lado de outras frentes culturais de sua cidade natal, a Honey Bomb realizou o evento multicultural Enxame, no qual foram reunidos, em meio a natureza das proximidades de Caxias do Sul, uma série de artistas de distintas vertentes musicais e regiões do país, além de palestras, debates tratando sobre o futuro da produção independente nacional e uma feira criativa com trabalhos de artistas locais.
Assim como no ano anterior, a Honey Bomb também incluiu alguns de seus artistas no line-up do Festival Bananada, incluindo o projeto inédito HoneyBand, composto por músicos de bandas caxienses.
Em 2017 o selo lançou o primeiro trabalho do duo curitibano Cora, além dos discos Vida Que Segue, do grupo porto-alegrense Não ao Futebol Moderno e Cosmos, do My Magical Glowing Lens, este que foi eleito um dos 25 melhores lançamentos do ano pelo site Música Instantânea.
Em março de 2018 a Honey Bomb lançou o EP do duo gaúcho Psychic Fair e mais tarde, em agosto, o terceiro disco de estúdio da Catavento, Ansiedade na Cidade.
Em 2019, a Honey Bomb promoveu, por meio do edital Natura Musical, o lançamento da coletânea Sons que vêm da Serra, que contemplou dez projetos musicais originários da Serra Gaúcha com a gravação de faixas musicais e videoclipes exclusivos. Ainda no mesmo ano promoveu o lançamento do segundo disco do compositor e multi-instrumentista pernambucano Feiticeiro Julião, intitulado Feitiço da Viola.

### Lançamentos em meio a pandemia e a Tal e Tal Records (2021-22)
Em 2020, durante a pandemia, os lançamentos do selo se restringiram ao streaming, com os projetos de estreia dos artista da Serra Gaúcha, Gabrre e Jagunço, além dos singles Noites Longe de Você; da dupla goiana Oblomov, Quebra Alma; da Catavento, e O Truque de não ter opção; de Jonas Bender, fundador do selo.
Em meio a pandemia, Honey Bomb firmou parceria com o selo porto-alegrense Tal e Tal Records para novos lançamentos. Os primeiros foram em 2021, sendo eles os EPs dos artistas gaúchos Kbyte Workextra e Chico Algo, além do EP Oblomov II, do grupo goiano Oblomov, esse eleito pelo site Multi Modo BR como um dos 20 melhores EPs lançados em 2021.
A parceria se estendeu até 2022, quando foram lançados os discos Causos de Matuta da dupla paulista e sul-mato-grossense Duo Chipa e Tudo Sob Tranquilo do músico gaúcho Martiny.

## Lançamentos

### Álbuns
- 2014 - Lost Youth Against the Rush (Catavento)
- 2015 - Supreme Blue Dream (Winter)
- 2015 - Ensaio (Descartes)
- 2015 - 1943 (Bike)
- 2015 - Cellophane (Mindgarden)
- 2016 - Cuscobayo (Cuscobayo)
- 2016 - Ojos Rojos (The Blank Tapes)
- 2016 - CHA (Catavento)
- 2017 - Cosmos (My Magical Glowing Lens)
- 2017 - Vida que Segue (Não ao Futebol Moderno)
- 2018 - Ansiedade na Cidade (Catavento)
- 2019 - Feitiço de Viola (Feiticeiro Julião)
- 2020 - Tocar em Flores Pelado (Gabrre)
- 2022 - Causos de Matuta (Duo Chipa)
- 2022 - Tudo Sob Tranquilo (Martiny)

### EPs
- 2014 - My Magical Glowing Lens (My Magical Glowing Lens)
- 2014 - Álbum Desconhecido (Space Dones)
- 2016 - Lua Degradê (Supervão)
- 2016 - Vassiliki (Marrakesh)
- 2017 - Não Vai ter Cora (Cora)
- 2018 - Hi and Bye (Psychic Fair)
- 2020 - Contar Horas até Cem (Jagunço)
- 2021 - Oblomov II (Oblomov)
- 2021 - sdd da vida (Chico Algo)
- 2021 - Dream Matéria (Kbyte Workextra)

### Coletâneas
- 2019 - Sons que vêm da Serra (vários artistas)

### Splits
- 2013 - Slowvento Catabricker (Slow Bricker & Catavento)

### Singles
- 2013 - "The Heaviest Sky" (Slow Bricker)
- 2020 - "Noites Longe de Você" (Oblomov)
- 2020 - "Quebra Alma" (Catavento)
- 2020 - "O Truque de não ter opção" (Jonas Bustince)

### Videoclipes
- 2019 - "Sais" (Jagunço)
- 2019 - "Sois Cool" (Mouhamed Aw e Não Alimente os Animais)
- 2019 - "Palavra é Visão" (Slam das Manas)
- 2019 - "Vamo Que Vamo" (Teto)
- 2019 - "Cântico Brasileiro No. 4" (Maria Rita Stumpf e João Gôsto)
- 2019 - "Flúor" (Olo)
- 2019 - "Deus Sol" (Valdir Verona e Araucana)
- 2019 - "Torre de Babel" (Os Bardos da Pangeia)
- 2019 - "Me Deixa" (Bloco da Ovelha)
- 2019 - "...e Parabéns" (Gabrre)